# شعب ماكوا
شعب ماكوا (بالإنجليزية: Makua people)‏ المعروفين أيضًا باسم ماكواه، هم مجموعة عرقية من مجموعة بانتو الموجودين في شمال الموزامبيق وفي مقاطعات الحدود الجنوبية لتنزانيا مثل منطقة متوارا. يشكلون أكبر مجموعة عرقية في موزامبيق التي تتركز بشكل أساسي في منطقة واسعة تمتد إلى الشمال من نهر زامبيزي.
يدرس علماء الاجتماع أربعة أقسام جغرافية ولغوية فرعية لشعب الماكوا: الجزء السفلي أو لولو ماكوا، الجزء العلوي أو لوموي ماكوا، ماوا وناسا ماكوا أو ميدو. يتحدث هذا الشعب مجموعة من المتغيرات اللغوية ضمن لغة ماكوا، والتي تُدعى أيضًا إيماكوا وهي من أسرة لغة البانتو. يُقدَّر مجموع سكان شعب ماكوا بنحو 3.5 مليون نسمة، من بينهم أكثر من مليون نسمة يتحدثون اللهجة الجنوبية ونحو مليوني نسمة من يتحدثون اللهجة الشمالية (لوموي)؛ ونظرًا للأعداد الكبيرة من المناطق والسكان، فإن العديد من المجموعات العرقية التي تعيش في المنطقة إلى جانب شعب ماكوا تتحدث أيضًا لغة إيماكوا ذاتها. 

## التاريخ
تقول أسطورة تقليدية، من التراث الشفهي لشعب ماكوا، بأن أول رجل وامرأة من أسلافهم وُلدا على جبل نامولي وهو يُعدّ مسكنهما الأصلي، وفي وقت لاحق، جاء أفراد آخرون من الجبال القريبة. لم يتمكن العلماء من التأكد بأن أصولهم من الجبال أو من غرب بحيرة ملاوي أو من الأراضي الشمالية مثل تنزانيا أو الجنوب. رغم ذلك، فهم يتفقون على أنهم مجموعة عرقية عاشت في شمال موزامبيق بحلول الألفية الأولى. يرتبط شعب ماكوا ارتباطًا وثيقًا بشعب المارافي. ويشهد التاريخ العديد من الصراعات ضد شعب ياو المسلمين في الشمال التي تمثلت بغارات العبيد وتجارة الرِّق.

### المعادن والصناعة والتجارة
لشعب ماكوا تاريخ موثق في معالجة المعادن الخام والتصنيع. مثال على ذلك، وصف عالِم الطبيعة البرتغالي في عصر الاستعمار، مانويل غلفاو دا سيلفا، مناجم الحديد التي امتلكها شعب ماكوا. على غرار ذلك، لخَّص المستكشف الفرنسي يوجين دي فربرفيل أساليب تصنيع الحديد المحلية المًستخرج من ركاز الحديد لدى شعب الماكوا، حيث كانوا يستخرجون المعدن عن طريق معالجة المواد الخام من خلال حرق الخشب في كانون (موقد). ثم استخدام المعدن المُستَخرج لصنع الفؤوس والمُديات والرِّماح والحلقات وغيرها من المواد.
كرَّس شعب ماكوا أنفسهم للعمل بالزراعة والصيد، ومع ذلك فإن وثائق العصور الوسطى تُشير إلى أنهم كانوا تجارًا ناجحين، إذ استطاعوا السيطرة على الطرق التجارية الممتدة بين بحيرة مالاوي والساحل الأطلسي إلى جانب أنهم كانوا على علاقة تجارية وطيدة مع السواحليون (الساحل الشرقي لأفريقيا) والتُّجار الغجراتيون (في الهند) قبل بداية الحقبة الاستعمارية. ولكن قُبيل القرن الثامن عشر، اقتصرت التجارة لدى شعب ماكوا في المقام الأول على المواد الغذائية وأنياب العاج والمنتجات المعدنية لصناعة المنسوجات والأقمشة والملح وغيرها، ولكنهم لم يشاركوا في تجارة العاج أو الذهب. 

## الديانة
تمسَّك معظم سكان ماكوا (66 إلى حوالي 70% منهم) بممارسات وطقوس ديانتهم التقليدية التي تنصّ على تبجيل أسلافهم وروحانيات الطبيعة. لكن سكان الساحل كانوا على نقيض ذلك، وتحوَّل معظم تجار الماكوا، بتأثير زبائنهم من السواحليين العرب، إلى اعتناقهم مدرسة الشافعي للإسلام من أهل السُّنة. وفقًا لسجلات ووثائق الحقبة الاستعمارية للبرتغال التي حكمت منطقة ماكوا في القرن التاسع عشر، لم يكن ثمَّة أي وجود للطابع الإسلامي بين سكان ماكوا خارج المستوطنات الساحلية.
يُطلِق شعب ماكوا على المسلمين السواحليين اسم ماكا، والتي على الأرجح مُشتقة من اسم مكة المكرمة، ولكن من المحتمل أن تكون مُشتقة من كلمة «الملح» أو «الساحل»، اللتان تُترجمان بلغة ماكوا إلى ماكا.